# سرشیر
سرشیر یک فراورده لبنی شبیه به خامه است که غلظت و چربی بالاتری دارد. سرشیر را به معنای خامه و نمشک دانسته‌اند. چربی سرشیر به‌طور میانگین ۶۰٪ است.
سرشیر نوعی خامه است که از سطح شیر گرفته می‌شود. سرشیر به‌صورت سنتی با حرارت دادن شیر یا جوشاندن ملایم برای یک تا دو ساعت و سرد کردن تدریجی آن در مدت چندین ساعت و سپس جدا کردن خامه از سطح شیر تهیه می‌شود. سرشیر بافتی منسجم و غیر هموژنیزه و طعمی قوی‌تر از خامه دارد.
از آنجا که سرشیر نوعی چربی سبک بوده و به تدریج روی شیر جمع می‌شود می‌تواند مقدار بیشتری از چربی شیر را در خود جای دهد و مصرف آن در درازمدت به رسوب چربی در اطراف رگ‌ها منجر خواهد شد و چون مقدار زیادی کلسترول دارد به تدریج به دیواره عروق لطمه می‌زند.

## ثبت ملی سرشیر اردبیل
درسال ۱۳۹۸ سرشیر اردبیل و عسل سبلان اردبیل در فهرست آثار ناملموس کشور به ثبت رسید.

## نگارخانه

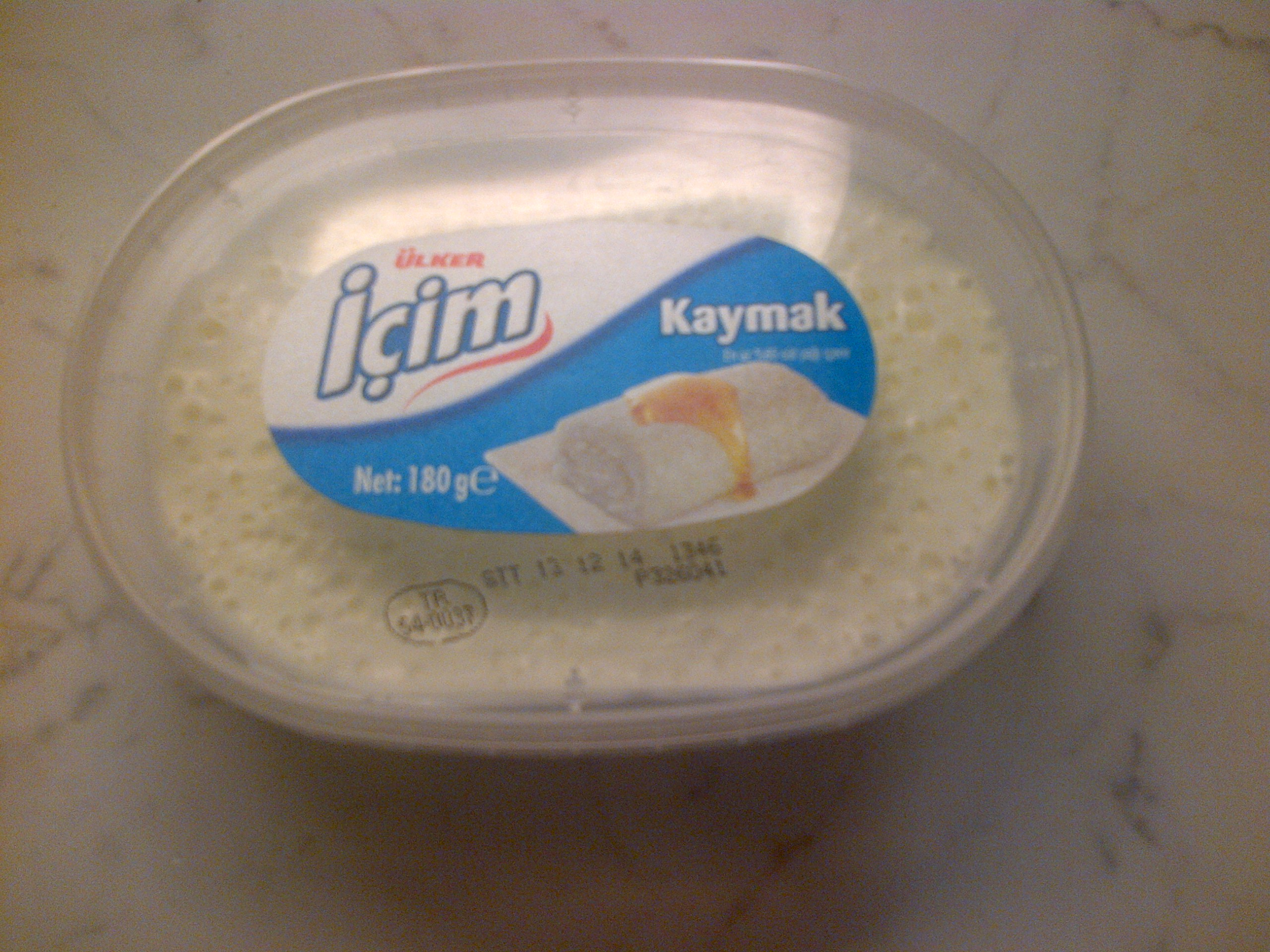
سرشیر در بسته‌بندی در کشور ترکیه
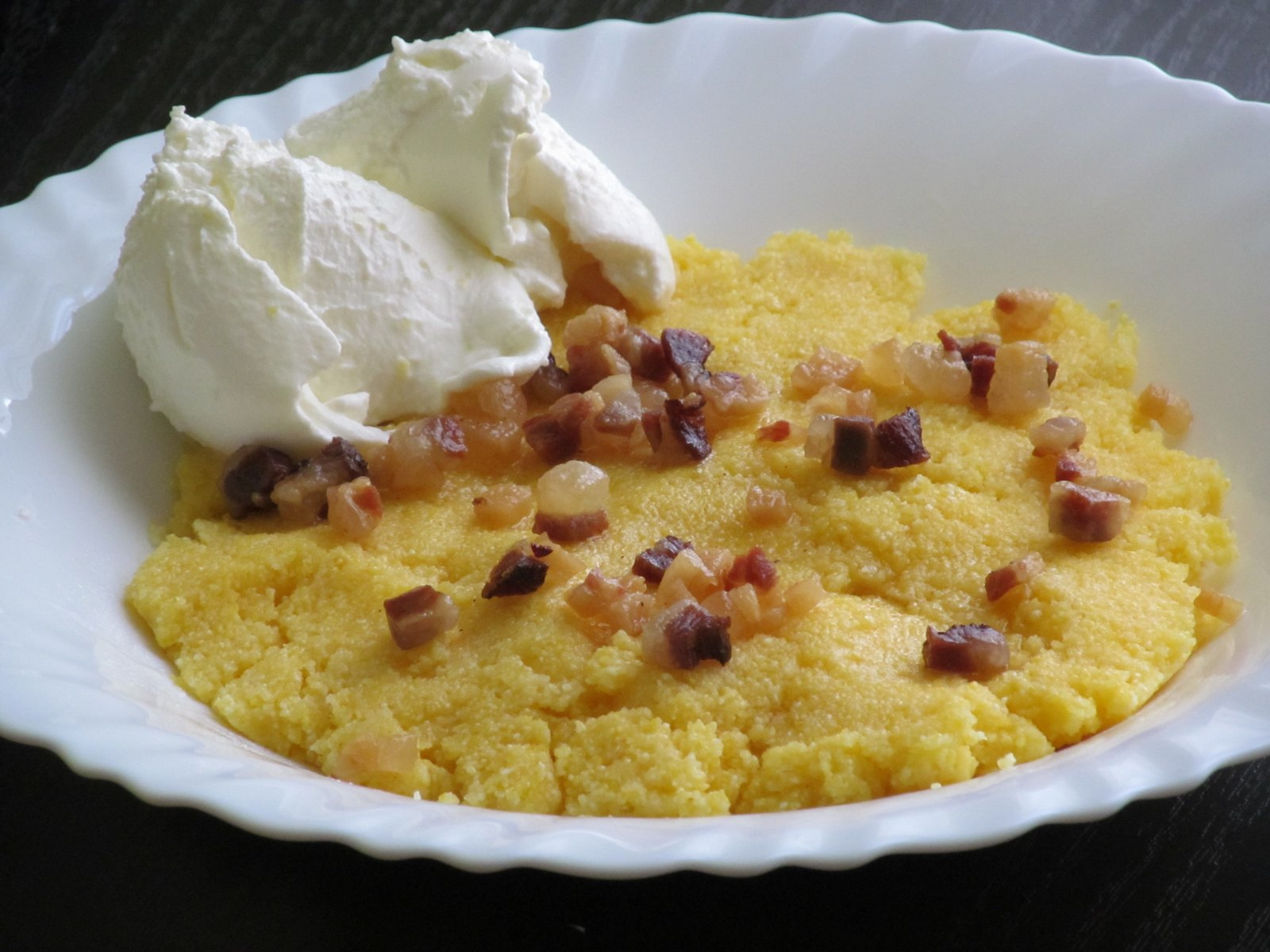
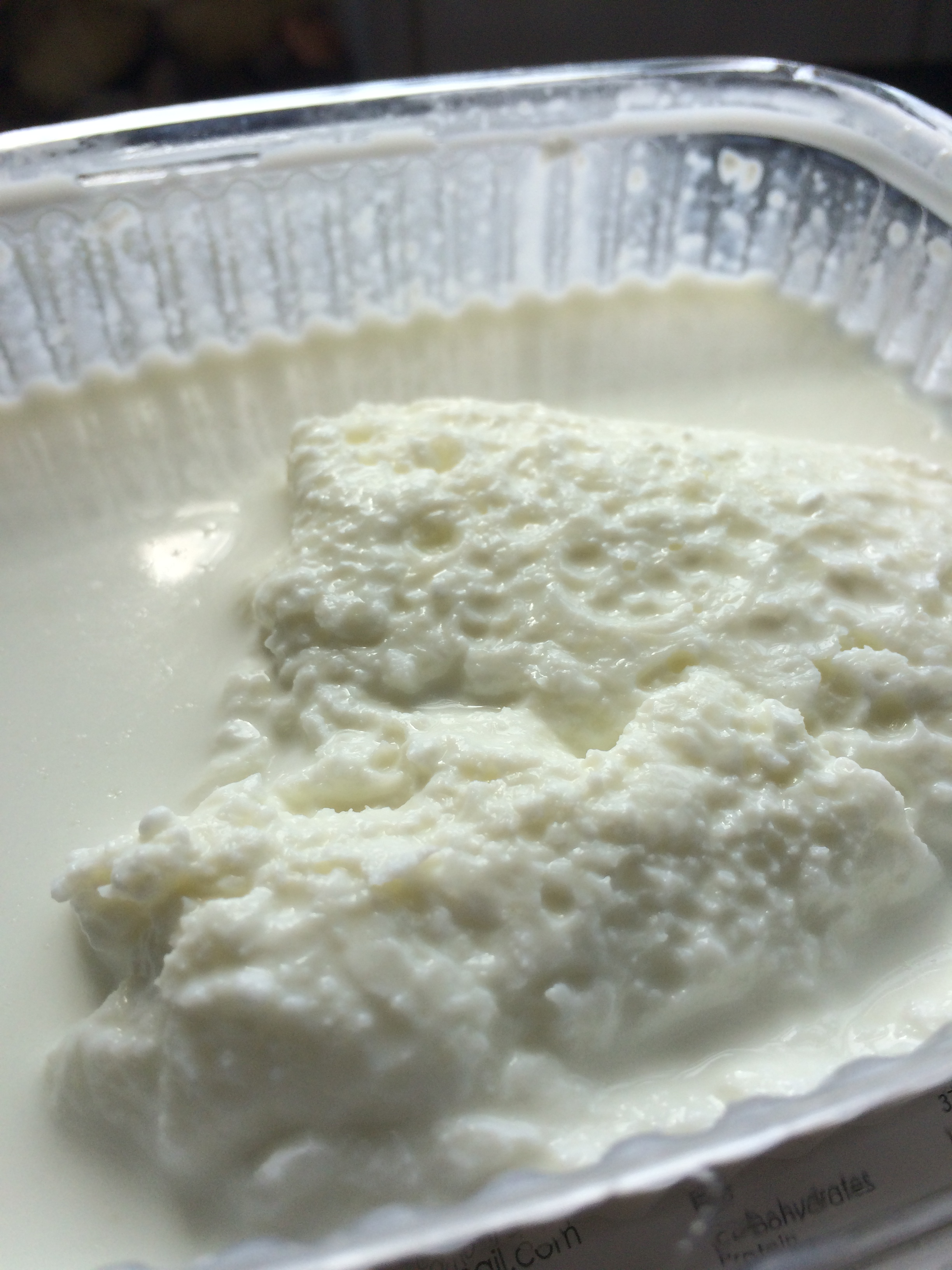